# Bab Ezzouar
Bab Ezzouar (în arabă باب الزوار) este o comună din provincia Alger, Algeria.
Populația comunei este de 96.597 locuitori (2008).